# كأس الإمبراطور 2001
كأس الإمبراطور 2001 (باليابانية: 第81回天皇杯全日本サッカー選手権大会) هو الموسم 81 من كأس الإمبراطور. فاز فيه شيميزو إس-بولس.